# Йосиф Дорфман
Йосиф Давидович Дорфман (на руски: Иосиф Давидович Дорфман) е френски шахматист, гросмайстор от 1978 г. Към април 2008 има ЕЛО коефициент 2589. Шампион на Съветския съюз през 1977 г., заедно с Борис Гулко.

## Турнирни резултати
- 1976 – Печ (2-4 м.)
- 1978 – Сао Пауло (2 м.), Поляница-Здруй (3-4 м.) (Мемориал Акиба Рубинщайн)
- 1979 – Джакарта (1-3 м.), Манила (3-5 м.)
- 1980 – Замарди (1 м.)
- 1983 – Варшава (1 м.)
- 1984 – Лвов (1 м.)
- 1985 – Москва (1 м.)
- 1988 – Сараево (1 м., на турнира „Босна“)
- 1992 – Поляница-Здруй (3-4 м., заедно с Александър Чернин)

## Участия на шахматни олимпиади
Има три участия на шахматни олимпиади. Изиграва 29 партии. Печели 17 точки, които са постигнати с 6 победи и 22 ремита. Средната му успеваемост е 58,6 процента. На първенството през 2004 г. играе срещу Иван Чепаринов, с когото завършва реми.
| Година | Организатор | Отбор   | Класиране (отборно) | Дъска |
| 1998   | Елиста      | Франция | 26                  | Втора |
| 2002   | Блед        | Франция | 24                  | Втора |
| 2004   | Калвия      | Франция | 23                  | Трета |